# Njegoš Kupusović
Njegoš Kupusović (serbisch-kyrillisch Његош Купусовић; * 22. Februar 2001 in Bijeljina) ist ein serbischer Fußballspieler. Der Stürmer steht in der Slowakei beim FK AS Trenčín unter Vertrag.

## Karriere

### Vereine
Er begann mit dem Fußballspielen bei Roter Stern Belgrad. Bei seinem Verein kam er in der Saison 2018/19 auch zu fünf Einsätzen in der UEFA Youth League.
Im Juli 2019 wechselte er leihweise in die 2. Bundesliga zum FC Erzgebirge Aue. Dort kam er auch zu seinem ersten Einsatz im Profibereich, als er am 31. Mai 2020, dem 29. Spieltag, bei der 0:3-Auswärtsniederlage gegen den 1. FC Heidenheim in der 85. Spielminute für Florian Krüger eingewechselt wurde.
Im Sommer 2020 wechselte er zu Eintracht Braunschweig und unterschrieb dort einen Vertrag bis 2022. Nach dem Braunschweiger Abstieg aus der 2. Bundesliga schloss er sich im Sommer 2021 dem Drittligisten Türkgücü München an. Nach nur 77 Tagen und ohne einen Pflichtspieleinsatz zog er weiter in die Slowakei zum FK AS Trenčín.

### Nationalmannschaft
Kupusović nahm mit der serbischen U17-Nationalmannschaft an der U-17-Fußball-Europameisterschaft 2018 in England teil, bei der er in zwei Spielen zum Einsatz kam. Insgesamt bestritt er für verschiedene Nachwuchsnationalmannschaften insgesamt zehn Spiele, bei denen ihm allerdings kein Torerfolg gelang.